# Jim Cornette
James Mark "Jim" Cornette (Louisville, Kentucky; 17 de septiembre de 1961) es un mánager de lucha libre profesional, comentarista y promotor. Cornette anteriormente fue Comisionado de Ring of Honor y  exdirector General de Total Nonstop Action Wrestling. Es ampliamente considerado como uno de los mejores gerentes en la historia de la lucha libre profesional, debido a sus extraordinarias habilidades en el uso del micrófono.
Durante su carrera, ha trabajado para distintas empresa entre las que destacan Jim Crockett Promotions, WCW, WWE, Impact Wrestling (ahora TNA) y Ring of Honor. De 1991 a 1995, fue propietario y jefe de reservas de Smoky Mountain Wrestling, y de 1999 a 2005, fue copropietario, jefe de reservas y entrenador jefe del territorio de desarrollo Ohio Valley Wrestling. Durante los últimos años de su carrera, Cornette se centró principalmente en los puestos detrás del escenario y dejó su papel como gerente en pantalla.
Trabajó como un personaje de "figura de autoridad" en pantalla en TNA/Impact Wrestling y Ring of Honor, promociones en las que también ocupó puestos detrás del escenario. Cornette también ha tenido una extensa carrera como comentarista, y más recientemente se desempeñó para Major League Wrestling. Es miembro del NWA Hall of Fame, el Wrestling Observer Newsletter Hall of Fame, el Memphis Wrestling Hall of Fame y el Professional Wrestling Hall of Fame and Museum.
Respecto a la política, Cornette es conocido por sus puntos de vista de izquierda, describiéndose como un ateo socialista democrático. Ha aparecido en el programa The Young Turks para documentar sus críticas a las causas religiosas y de derecha, así como al partidarios republicanos.

## Biografía
Cornette nació en Louisville, Kentucky, siempre ha amado la lucha, ya que al parecer la instalación de una antena de diez pies en la parte superior de su casa cuando era joven le permitió ver la mayor cantidad de lucha libre regional como fuera posible. Comenzó a trabajar en eventos de lucha libre en la edad de 14 años, donde actuaba como fotógrafo, anunciador, corresponsal de revistas y de otras relaciones públicas correspondientes. En 1982, el promotor Jerry Jarrett contrató a un Cornette de 21 años para que fuera el mánager de Sherri Martel y le dio a Cornette un gimmick de un niño rico transformado en un inepto mánager cuyos clientes siempre lo despedían después de una pelea. Los luchadores más notables en este storyline eran Dutch Mantell y Crusher Broomfield. (Quién posteriormente se haría famoso como One Man Gang y Akeem).

## Carrera
En 1983, él manejó un trío de luchadores en Nashville, cuyos miembros eran Carl Fregie, Norman Friedich Charles III y the Angel, un trío al cual él denominó "The Cornette Dynasty". A fines de 1983, Cornette tomaría en lo que sería recordado como su mejor rol como el vocero del Midnight Express (Dennis Condrey y Bobby Eaton y después Stan Lane). Con Cornette como mánager, la pareja logró ser dos veces Campeones Mundiales en Parejas de la NWA y dos veces Campeones en Parejas de los Estados Unidos de la NWA. Como mánager, Cornette se hizo conocido por su actitud de bocazas y su omnipresente raqueta de tenis, la cual Cornette utilizaba como arma para ayudar a sus clientes a obtener la victoria, dando la impresión de que el bolso donde guardaba la raqueta estaba cargado. Cornette estaba en su mejor momento como mánager heel; los fanes disfrutaban verlo constantemente gritando y descargando sus frustraciones, vociferando de que tan superiores eran sus clientes.

### Smoky Mountain Wrestling (1991-1995)
Un firme creyente en la tradicional lucha libre regional, la "vieja escuela", Cornette fundó la empresa Smoky Mountain Wrestling (SMW) en 1991. La SMW promovía shows en vivo desde Tennessee, Kentucky, Virginia del Oeste, Georgia y las Carolinas. A este punto, sin embargo, la naturaleza de la lucha libre en los Estados Unidos había cambiado irrevocablemente, lo que obligó a Cornette a buscar una cooperación económica con la World Wrestling Federation en 1993. Esto no cambió la nueva percepción a nivel nacional de que las empresas regionales eran "ligas menores". El tratado tampoco ayudó en nada a la WWF en el aspecto financiero y Cornette cerró las puertas de la SMW en noviembre de 1995. Cornette posteriormente dijo que había elegido el peor momento para fundar su propia empresa porque en ese tiempo, el negocio de la lucha libre estaba en plena recesión.

### World Wrestling Federation/Entertainment (1993–2005)
Cornette fue a la World Wrestling Federation (WWF) en 1993 mientras aún se desempeñaba como promotor de SMW. Como lo había hecho en otras promociones, Cornette ocupó varios cargos en la WWF, incluido el de gerente, comentarista de color y miembro del comité de contratación. El papel más notable de Cornette en la WWF fue como el "portavoz estadounidense" del Campeón de la WWF Yokozuna. Tras desaparecer SMW, Cornette se unió a la WWF a tiempo completo en 1996 y tuvo un papel importante en la búsqueda y el desarrollo de nuevos talentos.
En la programación, dirigió un establo de luchadores de alto nivel al que se hace referencia como "Camp Cornette". En un momento dado, los cargos de Cornette consistían en Yokozuna, Mantaur, Vader, Owen Hart y The British Bulldog. También se desempeñó como gerente de Tom Prichard y Jimmy Del Ray durante su breve paso por la WWF. En 1997, Cornette se convirtió en miembro del equipo de locutores de WWF, donde se desempeñó como comentarista. Fue durante este tiempo que también comenzó a realizar una serie de controvertidos "shoots", donde elogiaba lo que sentía que estaba bien y condenaba lo que sentía que estaba mal en la lucha libre profesional. Aunque los segmentos fueron producidos por la WWF, no dudó en elogiar a los luchadores de la WCW que sintió que lo merecían. Cornette también se volvió activo trabajando detrás de escena en el comité de reservas durante varios años antes de ser destituido después de frecuentes enfrentamientos con el escritor Vince Russo.
Cornette también formó parte del personal de producción de televisión durante este tiempo, pero finalmente también dejó este puesto debido en parte al conflicto constante con Russo y el productor Kevin Dunn. Él contó más tarde que las cosas llegaron a un punto crítico en Halifax, Nueva Escocia (Canadá), en el verano de 1997. Durante la reunión de producción de Raw, que iba a presentar al recién debutado The Patriot, Cornette intentó en repetidas ocasiones dirigir la discusión hacia el tratamiento de lo que él pensaba que era un nuevo personaje heroico de primera línea. Dunn le dijo que lo encontraba "aburrido" por seguir insistiendo en el tema, lo que enfureció a Cornette hasta el punto en que se burló de los dientes salidos de Dunn y amenazó con agredirlo frente a todos en la sala. Finalmente se vio obligado a disculparse con Dunn por sus acciones.
En junio de 1997, hizo una aparición sorpresa en el programa Orgy of Violence de la Extreme Championship Wrestling, atacando a Tommy Dreamer con una raqueta de tenis como parte de la rivalidad WWF-ECW.

#### Ohio Valley Wrestling (1999-2005)
En 1999, Cornette se convirtió en booker principal y copropietario de Ohio Valley Wrestling, el principal territorio de desarrollo de WWE en ese momento, dirigido por "Nightmare" Danny Davis. Como desarrollador de talentos, Cornette había sido previamente fundamental en el desarrollo de las superestrellas actuales y anteriores como Kane, D'Lo Brown, Sunny y Al Snow durante su tiempo al frente de SMW. WWE le da crédito a Cornette por ayudar a fomentar numerosas superestrellas exitosas, incluidos John Cena, Batista, Randy Orton y Brock Lesnar.
En mayo de 2005, WWE suspendió a Cornette durante varias semanas después de abofetear al luchador Anthony Carelli en el backstage después de que Carelli "no vendiera" a su rival The Boogeyman al reírse de este durante un house show de OVW. Poco después de que Cornette regresara de su suspensión, ocurrió otro incidente y WWE lo liberó de su contrato en julio de 2005. En la primavera de 2007, Carelli apareció ya con el personaje de Santino Marella en una radio canadiense, donde desafió públicamente a Cornette a un combate a pesar de que trabajaba para la promoción rival, Total Nonstop Action Wrestling.

### Total Nonstop Action Wrestling (2006–2009)
En 2006, Cornette se unió a la TNA como la nueva cara de TNA Management. Tuvo el título de "Director Administrativo" según los comunicados de prensa posteriores a su estreno en el evento Slammiversary el 18 de junio de 2006. Después de un breve discurso, se fue, pero regresó al final del espectáculo a la luz del llamado "Orlando Screwjob", llevándose el cinturón del Campeonato Mundial Peso Pesado de la NWA después de que Jeff Jarrett, Larry Zbyszko y Earl Hebner ejecutaran con éxito una jugarreta sobre Christian Cage y Sting.
Como el director administrativo de la empresa, Cornette no solía ocupar tanto tiempo del programa, lo que podría atribuirse tanto a su lengua rápida como a la falta de deseo de TNA de crear una versión suya de Mr. McMahon. Matt Morgan también se había convertido en el guardaespaldas en pantalla de Cornette, hasta dejar ese puesto para convertirse en luchador a tiempo completo. Parte del gimmick de Cornette era que cuando se acumulaban múltiples situaciones a la vez, o tratar exasperadamente con rapidez a las personas que irrumpen en su oficina. El claro impacto de esta característica se hizo evidente desde el principio, como la primera "reunión de la compañía" en el episodio del 29 de junio de 2006 de TNA Impact!.
Cornette fue liberado de TNA el 15 de septiembre de 2009. Dijo que fue liberado porque no estaba 100% detrás del equipo creativo de TNA, encabezado por Vince Russo.

### Regreso a Ring of Honor y Ohio Valley Wrestling (2009–2012)

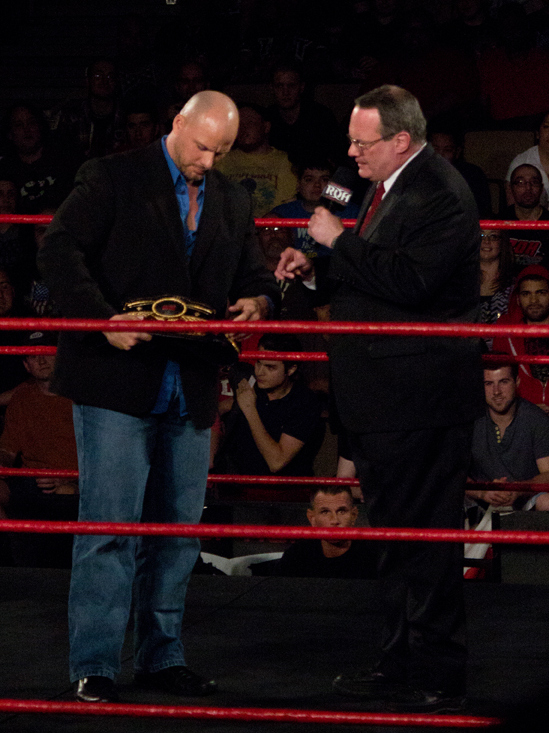
Cornette (derecha) con el Campeón Mundial Pesado de NWA Adam Pearce en un evento de Ring of Honor.

En 2009, Cornette firmó un contrato con Ring of Honor para ser su productor ejecutivo del programa Ring of Honor Wrestling.
Hizo su regreso a ROH el 26 de septiembre de 2009 durante el evento Glory By Honor VIII: The Final Countdown, anunciando que era el nuevo productor ejecutivo del programa. Cornette hizo su primera aparición en Ring of Honor Wrestling en el episodio del 7 de diciembre e inmediatamente hizo olas al poner al campeón de ROH, Austin Aries, en una Fatal 4-Way match por el título  más tarde esa noche y creó el Pick 6 contender series match.
El 8 de septiembre de 2010, Ohio Valley Wrestling anunció que Cornette reanudaría sus funciones como jefe de reservas de la promoción. Sin embargo en noviembre de 2011, dejó la OVW cuando la promoción anunció un acuerdo de trabajo con TNA. En la transmisión del 21 de enero, Cornette anunció que los sillazos a la cabeza estaban prohibidos y cualquiera que lo hiciera sería multado con $5,000. En la transmisión del 4 de febrero, hizo otra prohibición en la que se prohibió el Piledriver, en cualquier forma.
El 8 de octubre de 2012, se informó que Ring of Honor había reemplazado a Cornette como jefe de reservas y su lugar fue ocupado por Hunter Johnston, un luchador que actuaba bajo el nombre de Delirious. Ring of Honor eliminó a Cornette de la programación y como modo de justificar la historia, sufrió a manos de Jay Lethal.  A partir de noviembre de dicho año, se reveló que Cornette había dejado la promoción. El motivo de la ausencia se debe a un arrebato que tuvo en la grabación televisiva del 3 de noviembre. En la grabación, el luchador Steve Corino Sufrió una lesión y no había funcionarios de Ring of Honor todavía en el lugar para poder pagar la atención médica inmediata de Corino o incluso hacer arreglos para llamar a una ambulancia. Esto dejó a Corino sufriendo durante horas y Cornette como la única persona allí con suficiente poder para manejar la situación. Tras su salida de Ring of Honor, decidió tomarse un descanso prolongado de la lucha libre profesional para concentrarse en su salud y trabajar en proyectos personales.

### What Culture Pro Wrestling (2016–2017)
El 6 de octubre de 2016, Jim Cornette hizo su primera aparición como comentarista en casi 4 años, debutando para What Culture Pro Wrestling en su evento Refuse to Lose en Newcastle upon Tyne, celebrado en Inglaterra. Se le uniría en el equipo de locutores su viejo amigo Jim Ross, con quien no había hecho comentarios en más de quince años. Luego proporcionó comentarios para su próximo evento True Legacy, que tuvo lugar unos días después.
Cornette regresó a WCPW en su evento State of Emergency el 1 de abril de 2017. En el evento, él y Matt Striker brindaron comentarios sobre el debut de la promoción británica en los Estados Unidos.

### Apariciones en WWE (2017–2018)
El 31 de marzo de 2017, Cornette hizo su primera aparición en la WWE en 12 años cuando incorporó a The Rock 'n' Roll Express al Salón de la Fama de la WWE. También apareció en un episodio de serie de WWE Network Table For 3, junto a Eric Bischoff y Michael Hayes. Desde entonces, Cornette hizo otra aparición para WWE, protagonizando un episodio de la sesión de fotos de la serie original de WWE Network en marzo de 2018.

### Regreso a Impact Wrestling (2017)
El 17 de agosto de 2017, Cornette regresó a Impact Wrestling, que anteriormente se conocía como TNA, y estaba intentando cambiar su marca como Global Force Wrestling (GFW), en Destination X y despidió a Bruce Prichard. Declaró que la empresa matriz de Impact, Anthem Sports & Entertainment, lo puso a cargo de resolver la situación del Campeonato Mundial de Peso Pesado Unificado de GFW. Cornette tomó la decisión de reservar a Low Ki como el vigésimo participante en el Gauntlet match por el título. 
El 18 de septiembre, Cornette confirmó que ya no trabajaría con Impact. Jeff Jarrett lo había contratado y el acuerdo original solo incluía un juego de grabaciones. Con Jarrett fuera de la compañía, se dijo que el nuevo equipo creativo estaba más enfocado en la acción dentro del ring y menos en las figuras de autoridad.

### National Wrestling Alliance (2018–2019)
En 2018, fue elegido por la National Wrestling Alliance (NWA) para ser el comentarista del del 70.º aniversario de la NWA que tuvo lugar el 21 de octubre. Este fue el primer pago por evento promovido por la NWA en años. Cornette se unió a los comentarios de Tony Schiavone para el evento principal del combate por el Campeonato Mundial Peso Pesado de la NWA entre Nick Aldis y Cody Rhodes.
Regresó a la promoción del torneo Crockett Cup el 27 de abril de 2019. El 12 de septiembre, Cornette fue anunciado como parte del equipo de comentaristas de NWA Power. Sin embargo, en el episodio transmitido el 19 de noviembre durante un combate de Nick Aldis y Trevor Murdoch, Cornette fue blanco de críticas al decir que "[Trevor Murdoch] es el único hombre que he conocido que puede atar un balde de pollo frito en su espalda y andar en una motoneta a través de Etiopía. ¡Murdoch puede cuidar de sí mismo!". Más adelante, la NWA se disculpó por los matices racistas percibidos del comentario y eliminó el episodio.  Al día siguiente como resultado del incidente, Cornette fue liberado de su contrato con la empresa.

### Major League Wrestling (2019)
Cornette debutó para la Major League Wrestling (MLW) para el evento Intimidation Games del 2 de marzo de 2019.  Luego regresó a la mesa de comentarios para los eventos Rise of the Renegades y Battle Riot II realizados en abril. Desde el principio, también trabajaría extraoficialmente en un rol similar a un agente para la empresa. Esto incluyó entrenar a jóvenes talentos en sus presentaciones televisivas y promociones. En marzo confirmó que no está firmado exclusivamente con la empresa, pero está abierto a trabajar continuamente con ellos.
Después de no estar seguro de su futuro con ellos, Cornette continuó haciendo comentarios para ellos, trabajando en Fury Road en junio y su siguiente evento en julio. Se informó que después de ese programa no fue contratado para más programas, ya que Tony Schiavone había terminado sus compromisos deportivos y regresado a la mesa de comentaristas de MLW.
En el episodio del 13 de diciembre de 2019, Cornette anunció mediante su podcast The Jim Cornette Experience que estaba oficialmente retirado de anunciar/comentar.

## Controversias

### Conflictos con Vince Russo
Cornette también se destaca por su larga enemistad en la vida real con el también booker de lucha libre profesional Vince Russo. La disputa entre Cornette y Russo ha aparecido en dos episodios de la serie canadiense Dark Side of the Ring.
Ambos trabajaron en la WWE (entonces WWF) durante la década de 1990 y en TNA durante la década de 2000, y regularmente entró en conflicto con él debido a sus puntos de vista sobre el negocio, que enfatizan las historias de entretenimiento sobre la acción real en el ring. Cornette ha criticado públicamente a Russo desde su salida de la TNA en 2009, lo que ha dicho que fue el resultado de su falta de apoyo a la dirección creativa de Russo en la empresa.
En marzo de 2010, Cornette envió al entonces oficial de TNA, Terry Taylor, un correo electrónico en el que decía: "Quiero que Vince Russo muera. Si pudiera encontrar una manera de asesinarlo sin ir a prisión, lo consideraría el mayor logro de mi vida". TNA envió la carta a un bufete de abogados de California, quien caracterizó sus comentarios como una "amenaza terrorista" y dijo que "cualquier otra amenaza de contactar a Vince Russo o a cualquier otro miembro del personal de TNA (directa o indirectamente) se considerará como actos en apoyo de de tales amenazas y será perseguida y enjuiciada en consecuencia".
Durante un podcast de 2017, Cornette desafió a Russo a una pelea, y este respondió presentando una orden de restricción (EPO) por "acecharlo a través de las fronteras estatales desde 1999". Como respuesta, Cornette comenzó a vender copias autografiadas de la orden de restricción en su sitio web, y todas las ganancias se donaron a Crusade for Children, una organización benéfica para niños en todo Kentucky y el sur de Indiana.

### Incidente con AEW
Los luchadores y ejecutivos de la All Elite Wrestling (AEW), The Young Bucks, han acusado a Cornette por hacer comentarios políticamente incorrectos sobre la compañía para conseguir oyentes para su podcast. Dave Meltzer del Wrestling Observer Newsletter estuvo de acuerdo con la caracterización de shoot jock (un término que se utiliza para aquellos locutores provocativos), dijo que Cornette se había involucrado en un discurso de odio y había influido en un fanático que intentó correr hacia un ring de AEW en julio de 2021. Sin embargo, Meltzer también señaló que Cornette condenó al fanático por sus acciones.

## Vida personal
Jim Cornette está casado con Stacey Goff, su novia de toda la vida, desde el 31 de octubre de 2007. Stacey había trabajado anteriormente como gerente en la Ohio Valley Wrestling bajo el nombre de ring "Synn". Es ateo y muy crítico con la religión.
Actualmente, Cornette presenta dos podcasts, The Jim Cornette Experience y Jim Cornette's Drive-Thru. A principios de abril de 2020, el canal de YouTube de Cornette superó los 100.000 suscriptores, lo que le valió un botón de reproducción de plata. Ambos programas estuvieron entre los podcasts de lucha libre más escuchados en 2021.
Cornette es partidario de la izquierda y muestra respaldo al Partido Demócrata de Estados Unidos. En septiembre de 2009, concedió una entrevista al podcast Who's Slamming Who? , donde expresó su apoyo a los planes de reforma del sistema de salud del presidente Barack Obama. Cornette se había descrito previamente a sí mismo como demócrata y reconoció haber votado por Obama en las elecciones presidenciales de 2008. Por el contrario, es un feroz crítico de la derecha política, además de etiquetar a la exgobernadora de Alaska, Sarah Palin, como "una imbécil inútil". Durante el tiempo que Donald Trump fue presidente, Cornette se refirió con frecuencia a Trump en sus podcasts como "Presidente Pigshit" y a la primera dama Melania como " Melanoma " y "The First Cunt". Sus creencias y declaraciones políticas le han ganado la atención de los medios, incluida una aparición en el programa de noticias de Internet The Young Turks. El 17 de diciembre de 2017, Cornette declaró que es un socialista democrático.
Tiene antecedentes penales que incluyen una serie de agresiones, en su mayoría derivadas de incidentes relacionados con peleas con fanáticos que lo atacaron cuando era gerente en la década de 1980. El registro le ha dificultado trabajar en Canadá, y fue rechazado de la frontera canadiense en noviembre de 2010. En marzo de 2018, hizo declaraciones abogando por el control de armas y criticando a la NRA.
El alcalde del condado de Knox, Tennessee, Tim Burchett, declaró el 17 de noviembre de 2014 como el "Día de Jim Cornette".

## Luchadores manejados por Jim Cornette
| - Buddy Landel - Johnny Ace - Briscoe Brothers - Dennis Condrey - Jimmy Del Ray - Shane Douglas - Bobby Eaton - Bobby Fulton - Robert Gibson | - Crusher Broomfield - Jeff Jarrett - Stan Lane - Mantaur - Sherri Martel - Matt Morgan - Ricky Morton - Ron Powers - Tom Prichard | - Big Bubba Rogers - Tommy Rogers - The British Bulldog - Al Snow - Unabomb - Vader - Yokozuna - Mark Henry - Dutch Mantel | - Ken Wayne - Danny Davis - Bombastic Bob - Bodacious Bart - "Scrap Iron" Adam Pearce - "King" Carl Fergie - Norman Fredrick Charles the III - Hercules Hernández - Owen Hart |

## Campeonatos y logros
- The Baltimore Sun
  - Non-Wrestler of the Year (2007)[48]

- Cauliflower Alley Club
  - Other honoree (1997)[49]

- Iconic Heroes Wrestling Excellence
  - Southern Wrestling Hall of Fame (2015)[50]

- Memphis Wrestling Hall of Fame
  - Class of 2017[51]

- Pro Wrestling Illustrated
  - Mánager del año (1985, 1993, 1995)[52]

- WWE
  - Slammy Award (2 times)
    - Best Dressed (1994)[53]
    - Blue Light Special for Worst Dresser (1996)[54]

- Wrestling Observer Newsletter
  - Best Booker (1993, 2001, 2003)[55]
  - Best Non-Wrestler (2006)[55]
  - Best on Interviews (1985-1988, 1993)[55]
  - Manager of the Year (1984-1990, 1992-1996)[55]
  - Best Pro Wrestling Book (2009) Midnight Express 25th Anniversary Scrapbook[55]
  - Hall of Fame (Clase 1996)
  - Situado en Nº14 del WON Mejor en entrevistas de la década (2000–2009)[56]

- National Wrestling Alliance
  - Hall of Fame (Clase 2005)